# 159e division de fusiliers (2e formation)
Pour les articles homonymes, voir 159e division.
La 159e division de fusiliers (en russe : 159-я стрелковая дивизия, abrégé en 159 сд), est une grande unité d'infanterie de l'Armée rouge pendant la Seconde Guerre mondiale. Créée début 1942, elle est engagée au combat à partir de juillet 1942 et devient en janvier 1943 la 61e division de fusiliers de la Garde (en).

## Historique
Une première 159e division de fusiliers est créée en septembre 1939 et disparaît en septembre 1941 dans la bataille de Kiev.
La nouvelle 159e division de fusiliers est formée en janvier 1942 dans le district militaire de l'Oural du Sud (en), sous le nom de 432e division de fusiliers. Elle prend le numéro 159 en mars. 
Après sa formation, elle est constituée des unités suivantes :
- 491e régiment de fusiliers,
- 558e régiment de fusiliers,
- 631e régiment de fusiliers,
- 597e régiment d'artillerie.

La division est affectée en juillet à la 60e armée du front de Voronej. En novembre, au déclenchement de l'opération Uranus, la contre-offensive soviétique autour de Stalingrad, la division est rattachée à la 5e armée de chars.
Après le succès de l'opération, la 159e division de fusiliers est transformée en unité de la Garde le 15 janvier 1943 et prend le numéro 61. 
Une troisième 159e division de fusiliers est recréée en mai 1943.